# Xã Owen, Quận Clinton, Indiana
Xã Owen (tiếng Anh: Owen Township) là một xã thuộc quận Clinton, tiểu bang Indiana, Hoa Kỳ. Năm 2010, dân số của xã này là 930 người.